# Route de l'amitié
La Route de l'amitié est une compétition cycliste par étapes organisée en 1996, 1997 et 2002 en Côte d'Ivoire et au Burkina Faso. Elle n'a plus été organisée depuis 2002 en raison des événements survenus en Côte d'Ivoire qui ont conduit à une certaine "tension" entre les deux pays.

## Palmarès
- 2002 : Hamado Pafadnam  Burkina Faso